# افتوبور ساجه
افتوبور پیتر "افه" ساجه (انگلیسی: Efe Sodje؛ زادهٔ ۵ اکتبر ۱۹۷۲) یک بازیکن فوتبال اهل نیجریه است. که در حال حاضر به عنوان بازیکن و کمک مربی در باشگاه فوتبال مکلسفیلد تاون حضور دارد.
وی همچنین در تیم ملی فوتبال نیجریه بازی کرده، و برای این تیم در جام جهانی فوتبال ۲۰۰۲ به میدان رفته است.